# Ferenczi Sári
Ferenczi Sári (Kolozsvár, 1887. június 23. – Budapest, 1952. március 8.) író, irodalomtörténész. Ferenczi Zoltán (1857–1927) irodalomtörténész, könyvtáros lánya, Ferenczi Magda (1890–1913) író testvére, Bató József (1888–1966) festőművész felesége.

## Életútja
A budapesti egyetemen Bölcsészettudományi Karán szerzett diplomát. 1932–1936-ban Berlinben élt. 1936-ban hazatért, és 1944-es elbocsátásáig az Erzsébet Nőiskola francia–magyar szakos tanára volt. 1944 és 1952 között az Országos Széchényi Könyvtárban dolgozott.
Számos prózai műfajban kipróbálta magát, írt cikkeket, útirajzokat és elbeszéléseket. A legnagyobb sikert történelmi regényeivel, különösen a bécsi kongresszus idején játszódó A vörös daru cíművel érte el, amelyet Horváth János az év legjobb regényének minősített, s amelyért 1921-ben a Magyar Tudományos Akadémia Péczely-díját is elnyerte.

## Főbb művei
- Ráday Pál lelki hódolásának első kézirata (Budapest, 1909)
- A székely népballadákról (Budapest, 1912)
- Mary (Budapest, 1913)
- A vörös daru (Budapest, 1919, 1921)
- Ágneszka elment (Budapest, 1920)
- Estétől hajnalig (Budapest, 1922)
- A hegyen át (Budapest, 1923)